# Sainte-Hélène, Morbihan
Sainte-Hélène (tiếng Breton: Santez-Elen) là một xã ở tỉnh Morbihan trong vùng Bretagne tây bắc Pháp. Xã này có diện tích 8,08 km², dân số năm 1999 là 906 người. Khu vực này có độ cao từ 0-20 mét trên mực nước biển.
Cư dân của Sainte-Hélène danh xưng trong tiếng Pháp là Hélénois.